# 45-Minuten-Rennen von Laguna Seca 1981
Das 45-Minuten-Rennen von Laguna Seca 1981, auch Datsun Monterey Tripple Crown (Camel GTU), Laguna Seca Raceway, fand am 3. Mai dieses Jahres auf dem Laguna Seca Raceway statt. Das Rennen war der siebte Lauf der IMSA-GTP-Serie 1981 und zählte nur zur Wertung der GTU-Klasse.

## Das Rennen
Das Rennen in Laguna Seca war der zweite GTU-Wertungslauf der Saison. Beim 45-Minuten-Rennen von Road Atlanta war Walt Bohren vor Lee Mueller siegreich geblieben, der diesmal die Reihenfolge umdrehte und seinen Teamkollegen deutlich besiegte.

## Ergebnisse

### Schlussklassement
| 1           | GTU    | 92 | Kent Racing           | Lee Mueller        | Mazda RX-7           | 39 |
| 2           | GTU    | 98 | Kent Racing           | Walt Bohren        | Mazda RX-7           | 39 |
| 3           | GTU    | 77 | Renault Racing        | Patrick Jacquemart | Renault Le Car Turbo | 39 |
| 4           | GTU    | 66 | Jack Dunham           | Jack Dunham        | Mazda RX-7           | 38 |
| 5           | GTU    | 8  | John Johnson          | John Johnson       | Porsche 911          | 37 |
| 6           | GTU    | 9  |                       | Bob Barnes         | Porsche 911          | 37 |
| 7           | GTU    | 9  |                       | Frank Honsowetz    | Datsun 280ZX         | 37 |
| 8           | GTU    | 99 | Dennis Tholen         | Dennis Tholen      | Porsche 911S         | 37 |
| 9           | GTU    | 49 |                       | Joel Anderson      | Datsun 280ZX         | 37 |
| 10          | GTU    | 24 | Larry Chmura          | Larry Chmura       | Porsche 911          | 37 |
| 11          | GTU    | 74 | Casey Mollett         | Casey Mollett      | Datsun 280ZX         | 37 |
| 12          | SP GP2 | 58 | Danny May             | Danny May          | Datsun 710           | 37 |
| 13          | SP GP2 | 48 |                       | Rob Dyson          | Datsun 200SX         | 37 |
| 14          | SP GP2 | 80 |                       | Mike Rickman       | Datsun 200SX         | 36 |
| 15          | SP GP2 | 56 |                       | Jon Norman         | Alfa Romeo GTV       | 36 |
| 16          | SP GP2 | 91 |                       | Ricky Freeman      | Datsun 510           | 36 |
| 17          | GTU    | 3  | Jon Longmire          | Jon Longmire       | Porsche 914/6        | 36 |
| 18          | SP GP2 | 30 |                       | Dave Stager        | VW Scirocco          | 36 |
| 19          | GTU    | 23 | Raytown Datsun        | Frank Carney       | Datsun 280ZX         | 35 |
| 20          | SP GP2 | 79 |                       | Marta Leonard      | Datsun B210          | 35 |
| 21          | SP GP2 | 94 | Jon Koobation         | Jon Koobation      | Datsun 510           | 35 |
| 22          | SP GP2 | 68 |                       | Tony DiBenedetto   | Opel Manta           | 34 |
| 23          | SP GP2 | 96 | John Samson           | John Samson        | Alfa Romeo GTV       | 33 |
| 24          | SP GP2 | 65 | Bill Free             | Bill Free          | Datsun 510           | 33 |
| 25          | SP GP2 | 75 |                       | Sam Surabian       | Datsun 610           | 33 |
| 26          | SP GP2 | 18 |                       | Patrick Pearson    | Datsun 1200          | 30 |
| Ausgefallen |        |    |                       |                    |                      |    |
| 27          | GTU    | 22 | Personalized Autohaus | Wayne Baker        | Porsche 914/4        | 37 |
| 28          | GTU    | 39 |                       | Greg LaCava        | Porsche 911          | 34 |
| 29          | GTU    | 82 | Trinity Racing        | Jim Cook           | Mazda RX-7           | 21 |
| 30          | SP GP2 | 5  |                       | Ron Cortez         | Mazda RX-3           | 21 |
| 31          | GTU    | 62 | Kegel Enterprises     | Bill Koll          | Porsche 911          | 19 |
| 32          | GTU    | 6  | Autopia Racing        | Exay Borrero       | BMW 320i             | 11 |
| 33          | GTU    | 95 | Stu Fisher            | Stu Fisher         | Datsun 280ZX         | 4  |
| 34          | SP GP2 | 83 |                       | Brent Regan        | Datsun 510           | 4  |
| 35          | GTU    | 7  | Jim Mullen            | Jim Mullen         | Mazda RX-7           | 1  |

### Nur in der Meldeliste
Hier finden sich Teams, Fahrer und Fahrzeuge, die ursprünglich für das Rennen gemeldet waren, aber aus den unterschiedlichsten Gründen daran nicht teilnahmen.
| Pos. | Klasse | Nr. | Team                 | Fahrer          | Chassis       |
| ---- | ------ | --- | -------------------- | --------------- | ------------- |
| 36   | GTU    | 27  | Tom DeMars           | Tom DeMars      | Mercury Capri |
| 37   | GTU    | 32  | Alderman Datsun      | George Alderman | Datsun 240Z   |
| 38   | GTU    | 45  | Autosport Technology | Ray Ratcliff    | Porsche 914/6 |
| 39   | SP GP2 | 63  | Keith Bigelow        | Keith Bigelow   | Datsun 510    |
| 40   | GTU    | 64  | Alan Johnson Racing  | Dennis Aase     | Porsche 911   |
| 41   | GTU    | 69  | Nick Feodorhoff      | Nick Feodorhoff | Porsche 911   |

### Klassensieger
| Klasse | Fahrer      | Fahrzeug   | Platzierung im Gesamtklassement |
| ------ | ----------- | ---------- | ------------------------------- |
| GTU    | Lee Mueller | Mazda RX-7 | Gesamtsieg                      |
| SP GP2 | Danny May   | Datsun 710 | Rang 12                         |

### Renndaten
- Gemeldet: 41
- Gestartet: 35
- Gewertet: 26
- Rennklassen: 2
- Zuschauer: unbekannt
- Wetter am Renntag: unbekannt
- Streckenlänge: 3,058 km
- Fahrzeit des Siegerteams: 0:46:48,633 Stunden
- Gesamtrunden des Siegerteams: 39
- Gesamtdistanz des Siegerteams: 119,252 km
- Siegerschnitt: 152,854 km/h
- Pole Position: unbekannt
- Schnellste Rennrunde: Lee Mueller – Mazda RX-7 (#92) – 1:11,030 = 154,975 km/h
- Rennserie: 7. Lauf zur IMSA-GTP-Serie 1981